# اختطاف دبلوماسي إيراني في اليمن 2013

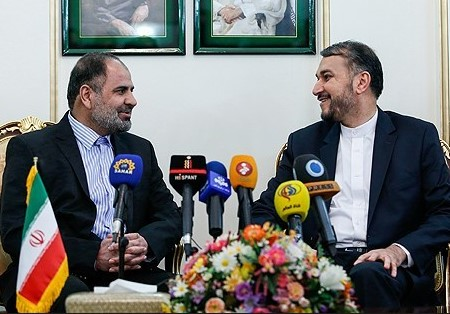
لقاء نائب وزير الخارجية الإيرانية مع نور احمد نيكبخت في يوم وصوله إلى طهران في 15 مارس 2015.

يشير اختطاف دبلوماسي إيراني في اليمن 2013 الي حادثة اختطاف موظف إداري بالسفارة الإيرانية في صنعاء، نور أحمد نيكبخت، اثناء مغادرة منزله من قبل مسلحين من تنظيم القاعدة. وقد تم احتجازه كرهينة لمدة عامين تقريبا. ثم تم إنقاذه من خلال عملية عسكرية نفذتها قوات وزارة الاستخبارات الإيرانية.

## الحادثة
في 21 يوليو 2013، عند الساعة التاسعة و 20 دقيقة صباحاً من أحد أيام شهر رمضان، جرى اختطاف الدبلوماسي الإيراني، نور أحمد نيكبخت، في صنعاء العاصمة اليمنية. إذ اعترض مسلحون مجهولون طريقه وأخرجوه من سيارته واختطفوه، ثم نقلوه إلى مكان مجهول. وقد صرح نور أحمد بعد تحريره: «جرى اختطافي من قبل مسلحين وارهابيين مجهولين عندما غادرت منزلي للذهاب إلى العمل».
وفقًا للقبائل اليمنية، احتجز مسلحو القاعدة الدبلوماسي الإيراني في منطقة نائية بين محافظتي شبوة والبيضاء. وقال نور أحمد عن موقعه: «كنت في وضع صعب فعلا ولا اعرف ما كان يحدث في العالم الخارجي.»

## بيانات المسؤولين

### قبل الإنقاذ
في 14 أغسطس 2013، زعمت وزارة الخارجية اليمنية أنه ليس لديها أي معلومات عن مكان تواجد الدبلوماسي الإيراني المختطف.
وفي عام 2014 أعلن حسين أميرعبد اللهيان، نائب وزير الخارجية الإيراني، أنه تم تشكيل مجموعة خاصة في وزارتي الخارجية الإيرانية واليمن لحل هذه القضية. وأضاف: «ان الحكومة اليمنية مسؤولة عن الحفاظ على حياة الدبلوماسي الإيراني وعودته إلى البلاد سالما».
وقد استدعت وزارة الخارجية الإيرانية القائم بالأعمال اليمني في طهران مرتين وابلغته بضرورة تحمل حكومة بلاده مسؤولية سلامة الدبلوماسي المختطف.

### بعد الإنقاذ
قبل يوم واحد من تحرير المختطف أعلن المسؤولون الإيرانيون أن نيكبخت يتمتع بالسلامة والصحة الجيدة.
وفي 5 مارس 2015 عرض التلفزيون الرسمي الإيراني في بث مباشر مشاهد تظهر الدبلوماسي لدى وصوله إلى مطار مهرآباد في طهران.
وأوضح حسين أميرعبد اللهيان: «أن وحدة من وزارة الاستخبارات حررت الرهينة بعد سلسلة من العمليات المعقدة في منطقة صعبة في اليمن». ولم يقدم المزيد من التفاصيل حول العملية.
وقد أعلن محمود علوي، وزير الاستخبارات الإيراني، أن عملية الإنقاذ جرت بأقل خسائر ممكنة. وأضاف: «أن طهران رفضت كل الشروط التي وضعها الإرهابيون».